# Lista de primeiros-ministros da Coreia
Esta é a lista de primeiros-ministros da era pré-republicana da Coreia:

## Primeiros-ministros durante a Monarquia
O título de primeiro-ministro (wijongdaeshin) foi criado durante os últimos anos do Império Coreano e existiu até os primeiros anos do domínio japonês:
| # | T# | Imagem | Nome                      | Mandato     |
| - | -- | ------ | ------------------------- | ----------- |
| 1 | 1  |        | Park Yeong-hyo            | 1895 - 1895 |
| 2 | 2  |        | Park Je-sun               | 1895 - 1895 |
| 3 | 3  |        | Kim Hong-jip              | 1895 - 1896 |
| 4 | 4  |        | Han Kyu-seol              | 1896 - 1896 |
| 5 | 5  |        | Lee Wan-yong              | 1896 - 1896 |
| 6 | 6  |        | Yun Yong-seon             | 1897 - 1897 |
| — | —  |        | Yu Kui-hwan (interino)    | 1898 - 1898 |
| 7 | 7  |        | Shin Gi-sun               | 1899 - 1901 |
| 8 | 8  |        | Yun Yong-seon             | 1901 - 1903 |
| 9 | 9  |        | Lee Geun-myong            | 1904 - 1904 |
|   | 10 |        | Han Kyu-seol (2º mandato) | 1905 - 1905 |
|   | 11 |        | Park Je-sun (2º mandato)  | 1905 - 1907 |
|   | 12 |        | Lee Wan-yong (2º mandato) | 1907 - 1909 |
|   | 13 |        | Park Je-sun (3º mandato)  | 1909 - 1910 |
|   | 14 |        | Lee Wan-yong (3º mandato) | 1910 - 1910 |

## Governo Provisório no Exílio
Durante o Governo Provisório da República da Coreia no Exílio em Xangai, China, foi criado o cargo de primeiro-ministro para substituir por poucos dias o Presidente da Assembleia Legislativa Provisória.
O papel foi alterado para Chefe do Executivo em 1919; mudou novamente para Premier de 1919 a 1926 e finalmente para Presidente de 1926 a 1948.
| # | T# | Imagem | Nome         | Mandato                    |
| - | -- | ------ | ------------ | -------------------------- |
| — | —  |        | Syngman Rhee | 1919 - 10 de abril de 1919 |